# Arco della Vittoria
Arco della Vittoria (pol. Łuk Zwycięstwa), także Monumento ai Caduti lub Arco dei Caduti – łuk triumfalny położony na Piazza della Vittoria w Genui, zbudowany na część poległych genueńczyków w trakcie I wojny światowej. Odsłonięty został 31 maja 1931 r.

## Historia
9 maja 1923 r. ogłoszono konkurs na projekt pomnika w formie łuku triumfalnego, który miał na celu upamiętnić poległych żołnierzy genueńskich w czasie I wojny światowej (1915–1918). Wśród 16 pomysłów wybrano projekt architekt Marcello Piacentiniego i rzeźbiarza Arturo Dazziego. Odsłonięcia pomnika dokonał Wiktor Emanuel III. Na ścianach łuku wyryto nazwiska 4675 genueńczyków, którzy polegli podczas I wojny światowej.